# Ервіг
Ервіг (лат. Flavius Ervigius; близько 642–687) — король вестготів в Іспанії та Септиманії у 680-687 роках.

## Біографія

### Молоді роки
Син Ардабаста та Годи, небоги короля Гіндасвінта. Стосовно національності Ервіга суперечності. Його батько був підданцем Візантійської імперії. Проте ким він був — греком, вірменином або ще кимось, — достеменно не відомо. За однією з версій, Ардабаст був сином Атанагільда, онуком Херменеґільда та праонуком короля Леовігільда, тобто належав до Септиманської династії. Атанагільд після придушення заколоту його батька втік до Константинополя. Його доля невідома. Тому деякі вчені вважають, що там він пошлюбив Флавію Юліану (небогу імператора Маврикія), а їх син Ардабаст повернувся на Піренеї. Тому й одержав за дружину родичку правлячого короля. Інша версія вказує на схожість імен Ардабаст з поширеним вірменським іменем Ардавазд. З огляду на це можливе вірменське коріння у Ервіга. Ще одна теорія поєднує дві попередні: Атанагільд одружився з представницею вірменської знаті, тому й отримав ім'я одного з предків матері.
Сам Ервіг народився десь після 642 року. У 662 році одружився з донькою колишнього короля Свінтіли. Згодом це сприяло сходженню на трон. У 680 році, скориставшись зростанням невдоволення проти короля Вамби, Ервіг підступом повалив його й відправив до монастиря на півночі Піренеїв.
Вже наступного дня після усунення Вамби — 15 жовтня 680 року — Ервіг було оголошено новим королем. У цьому йому сприяв митрополит Юліан Толедський. 21 жовтня було помазано на володарювання.

### Королювання
Новий король відчував необхідність подальшого виправдання свого приходу до влади. 9 січня 681 року він скликав XII Толедський собор. На ньому були відсутні представники Тарраконської Іспанії та Септиманії. Водночас прибули клірики Галеції. На ньому було відновлено вагу церкви, яку послабив Вамба. Собор підтвердив законність сходження на престол Ервіга, засвідчивши, що документи зречення Вамби і затвердження Ервіга на троні були справжніми і містили їх власні підписи. Також він попередив усі спроби повернутися до влади колишнього монарха. Також було послаблено військовий закон Вамби та зменшено кількість єпископств, які запровадив попередник Ервіга. За пропозицією останнього собор визнав митрополита Юліана Толедського примасом іспанської та септиманської церкви.
21 жовтня 681 року було впроваджено у дію переглянутий кодекс, в якому нову редакцію отримали 84 закони, зокрема військовий. В останньому були пом'якшені покарання за ухилення від військової служби, скасовувалося зобов'язання єпископів виставляти військо. Внаслідок цього церква повернула собі привілеї, забрані Вамбою.
Король видав 28 законів спрямованих проти юдеїв, якими відбулося повернення до антисемітського законодавства короля Сісебута. Послідовніше, ніж його попередники, Ервіг прагнув насильно звернути юдеїв у християнство. Їм було заборонено займатися будь-яким родом діяльності, в якому вони могли б керувати християнами. Так, Ервіг ухвалив, що знатна людина, яка віддала християнина під владу юдея, повинна сплатити 10 фунтів золотом (близько 720 солідів). Священикам було наказано взяти юдеїв під свій суворий нагляд. Втім, таку антиюдейську політику короля дослідники приписують діяльності Юліана Толедського, фанатичного антисеміта. Сам нащадок хрещених жидів, він з особливим завзяттям виступав проти юдеїв і юдаїзму, використовуючи силу церковної і королівської влади. Втім у Септіманії ставлення до юдеїв було більш м'яким, тому багато юдеїв втекли туди, що викликало обурення іспанських ієрархів.
З метою підсилення свого авторитет організував у 682 році похід проти Тінгіза (сучасний Танжер, Марокко), де все ще розташовувалася візантійська залога. Місто було швидко захоплено, там король залишив війська під орудою призначеного графа.
У грудні 683 року король скликав XIII Толедський собор. На ньому були присутні єпископи з усіх провінцій, а також 26 вищих чиновників двору. Це повинно було засвідчити згуртування Церкви і світської аристократії навколо короля. На ньому було прийнято рішення амністувати усіх заколотників та ворохобників, починаючи з часів Гіндасвінта. Проте останнім не поверталося конфісковане майно. Король домігся від собору прийняття спеціальних постанов про недоторканність життя і майна усіх нащадків короля і про неприпустимість примусу королівської вдови до нового шлюбу.
Того ж року Ервіг видав закон, за яким єпископ, придворний або гардінг міг бути зміщений, заарештований, підданий тортурам і позбавлений майна лише за вироком суду, що складався з рівних йому людей.
У листопаді 684 року всупереч звичаю митрополит Юліан Толедський за власною ініціативою скликав XIV Толедський собор. Хоча офіційно цей собор не був загальнодержавним, на ньому були присутні представники всіх єпархій королівства. Приводом для його скликання послужило звернення папи римського Лева II, який просив іспанських єпископів підтримати рішення III Константинопольського собору, який засудив монофелітство. Це послання Папи прибуло до Іспанії вже в момент закриття XIII Толедського собору, так що той розглянути поставлене питання не міг. XIV собор займався суто релігійними проблемами, підтримавши рішення III Константинопольського собору.
Незважаючи на налагодження відносин з аристократією та церквою, ситуація в державі погіршилася. Цьому сприяла складна економічна ситуація, викликана потужним голодом. Внаслідок цього податки стали погано збиратися, виросли борги по них, скорочувалася чисельність вільних членів громад. При цьому різко посилилися магнати, які мали власні війська й могли не рахуватися з королем. Королівське військо різко ослабло й скоротилося.
За цих обставин в останні роки панування Ервіг поновив репресії проти світської знаті, але не досяг результату. З 14 та 15 листопада 687 року призначив Егіку, небожа Вамби, своїм спадкоємцем. Того ж дня або трохи пізніше після цього помер від якоїсь хвороби.

## Характеристика
«Хроніка Альфонсо III» стверджує, що Ервіг був миролюбним і поміркованим по відношенню до підданих.

## Родина
Дружина Луівігота (620-після 662), донька короля Свінтіли.
Діти:
- Кіксілона (663-після 687), дружина короля Егіки
- декілька дітей, але їхня стать невідома